# John James Beckley
John James Beckley (* 4. August 1757 in England; † 8. April 1807) war der erste Leiter der Library of Congress.

## Leben
John James Beckley wurde in England geboren. Er kam im Alter von elf Jahren nach Virginia, um als Schreiber in einem Handelshaus zu arbeiten. Beckley war ein politischer Freund von US-Präsident Thomas Jefferson und wurde von ihm 1802 in das Doppelamt des Clerk des US-Repräsentantenhauses und des Leiters der Kongressbibliothek berufen. Diese beiden Ämter waren bis 1815 nicht getrennt. Die Library of Congress umfasste damals etwa 740 Bände und drei Karten.
Sein Sohn Alfred Beckley gründete die Stadt Beckley im heutigen West Virginia.